# Eberbach (Reichelsheim)
Eberbach ist ein Ortsteil von Reichelsheim (Odenwald) im südhessischen Odenwaldkreis.

## Geographie
Die Streusiedlung Eberbach mit doppelseitiger Gehängelage liegt am gleichnamigen Bach im Granitgebiet des Odenwaldes, im oberen Ende des Gersprenztals, ca. 14 km nordwestlich von Erbach und 1,8 Kilometer nördlich der Kerngemeinde Reichelsheims. Der Ort liegt innerhalb des Geo-Naturpark Bergstraße-Odenwald. Der Eberbach mündet in der Kerngemeinde in den Mergbach, der in Bockenrod mit der Osterbach die Gersprenz bildet.
Der Ortsteil Eberbach wird abgegrenzt durch die 167,9 Hektar umfassenden Gemarkung Eberbach.
An den Ortsteil Eberbach grenzen, vom Norden beginnend, im Uhrzeigersinn, die Gemeinde Fränkisch-Crumbach, die Kerngemeinde Reichelsheim und deren Ortsteil Laudenau. Der Ort ist über die Kreisstraße 46 von der Kerngemeinde aus erreichbar.

## Geschichte

### Ortsgeschichte
Die älteste erhaltene Erwähnung von Eberbach stammt aus dem Jahr 1012. Dort wird Eberbach in der Beschreibung des Lorscher Wildbannbezirkes erwähnt.
In Ortsnähe liegt die Burg Rodenstein. In erhaltenen Urkunden wurde Eberbach unter den folgenden Namen erwähnt (in Klammern das Jahr der Erwähnung): Eberbach (1012), Eberbach (1347), Ebirbach (16. Jahrhundert) und Eberbach (1748).
Eberbach war ein Kondominat zwischen der Grafschaft Erbach und der Herrschaft Fränkisch-Crumbach, die zuletzt der Familie von Gemmingen gehörte. Die Grafschaft Erbach verwaltete ihren Anteil über das Amt Reichelsheim. Beide, Grafschaft und Herrschaft, kamen 1806 zum Großherzogtum Hessen. Ab 1822 gehörte Eberbach zum Landratsbezirk Erbach, ab 1852 zum Kreis Lindenfels, ab 1874 zum Kreis Erbach (ab 1939: „Landkreis Erbach“), der – mit leichten Grenzberichtigungen – seit 1972 Odenwaldkreis heißt. Nach Auflösung des Amtsstruktur 1822 nahm die erstinstanzliche Rechtsprechung für Eberbach das Landgericht Michelstadt wahr, ab 1853 das Landgericht Fürth und ab 1879 das Amtsgericht Fürth.
Hessische Gebietsreform (1970–1977)
Zum 1. Februar 1971 wurde die Gemeinde Eberbach im Zuge der Gebietsreform in Hessen auf freiwilliger Basis in die Gemeinde Reichelsheim i. Odw. eingegliedert. Für Eberbach wurde kein Ortsbezirk errichtet.

### Verwaltungsgeschichte im Überblick
Die folgende Liste zeigt die Staaten und Verwaltungseinheiten, denen Eberbach angehört(e):
- vor 1718: Heiliges Römisches Reich, Grafschaft Erbach, Amt Reichenberg und Herrschaft Fränkisch-Crumbach
- ab 1718: Heiliges Römisches Reich, Grafschaft Erbach-Erbach, Anteil an der Grafschaft Erbach, Amt Reichenberg und Herrschaft Fränkisch-Crumbach
- ab 1806: Großherzogtum Hessen (Souveränitätslande),[Anm. 2] Fürstentum Starkenburg, Amt Reichenberg (Standesherrschaft Erbach)
- ab 1815: Großherzogtum Hessen[Anm. 3] (Souveränitätslande), Provinz Starkenburg, Amt Reichenberg
- ab 1822: Großherzogtum Hessen, Provinz Starkenburg, Landratsbezirk Erbach[Anm. 4]
- ab 1848: Großherzogtum Hessen, Regierungsbezirk Erbach
- ab 1852: Großherzogtum Hessen, Provinz Starkenburg, Kreis Lindenfels
- ab 1867: Provinz Starkenburg, Kreis Erbach
- ab 1871: Deutsches Reich,[Anm. 5] Großherzogtum Hessen, Provinz Starkenburg, Kreis Erbach
- ab 1874: Deutsches Reich, Großherzogtum Hessen, Provinz Starkenburg, Kreis Erbach
- ab 1918: Deutsches Reich, Volksstaat Hessen,[Anm. 6] Provinz Starkenburg, Kreis Erbach
- ab 1938: Deutsches Reich, Volksstaat Hessen, Landkreis Erbach[9][Anm. 7]
- ab 1945: Deutsches Reich, Amerikanische Besatzungszone,[Anm. 8] Groß-Hessen, Regierungsbezirk Darmstadt, Landkreis Erbach
- ab 1946: Deutsches Reich, Amerikanische Besatzungszone, Land Hessen, Regierungsbezirk Darmstadt, Landkreis Erbach
- ab 1949: Bundesrepublik Deutschland, Land Hessen, Regierungsbezirk Darmstadt, Landkreis Erbach
- ab 1971: Bundesrepublik Deutschland, Land Hessen, Regierungsbezirk Darmstadt, Landkreis Erbach, Gemeinde Reichelsheim[Anm. 9]
- ab 1972: Bundesrepublik Deutschland, Land Hessen, Regierungsbezirk Darmstadt, Odenwaldkreis, Gemeinde Reichelsheim

## Bevölkerung

### Einwohnerentwicklung
- 1961: 51 evangelische (= 87,93 %), 5 katholische (= 8,62 %) Einwohner[3]

| Eberbach: Einwohnerzahlen von 1829 bis 2011 | Eberbach: Einwohnerzahlen von 1829 bis 2011 | Eberbach: Einwohnerzahlen von 1829 bis 2011 | Eberbach: Einwohnerzahlen von 1829 bis 2011 | Eberbach: Einwohnerzahlen von 1829 bis 2011 |
| --- | ------------------------------------------- | ------------------------------------------- | ------------------------------------------- | ------------------------------------------- |
| Jahr |                                             |                                             |                                             | Einwohner                                   |
| 1829 | 1829                                        |                                             | 94                                          | 94                                          |
| 1834 | 1834                                        |                                             | 88                                          | 88                                          |
| 1840 | 1840                                        |                                             | 89                                          | 89                                          |
| 1846 | 1846                                        |                                             | 89                                          | 89                                          |
| 1852 | 1852                                        |                                             | 81                                          | 81                                          |
| 1858 | 1858                                        |                                             | 83                                          | 83                                          |
| 1864 | 1864                                        |                                             | 94                                          | 94                                          |
| 1871 | 1871                                        |                                             | 90                                          | 90                                          |
| 1875 | 1875                                        |                                             | 92                                          | 92                                          |
| 1885 | 1885                                        |                                             | 88                                          | 88                                          |
| 1895 | 1895                                        |                                             | 71                                          | 71                                          |
| 1905 | 1905                                        |                                             | 64                                          | 64                                          |
| 1910 | 1910                                        |                                             | 74                                          | 74                                          |
| 1925 | 1925                                        |                                             | 67                                          | 67                                          |
| 1939 | 1939                                        |                                             | 62                                          | 62                                          |
| 1946 | 1946                                        |                                             | 92                                          | 92                                          |
| 1950 | 1950                                        |                                             | 75                                          | 75                                          |
| 1956 | 1956                                        |                                             | 57                                          | 57                                          |
| 1961 | 1961                                        |                                             | 58                                          | 58                                          |
| 1967 | 1967                                        |                                             | 49                                          | 49                                          |
| 1970 | 1970                                        |                                             | 61                                          | 61                                          |
| 1980 | 1980                                        |                                             | ?                                           | ?                                           |
| 1990 | 1990                                        |                                             | ?                                           | ?                                           |
| 2000 | 2000                                        |                                             | ?                                           | ?                                           |
| 2011 | 2011                                        |                                             | 78                                          | 78                                          |
| Datenquelle: Historisches Gemeindeverzeichnis für Hessen: Die Bevölkerung der Gemeinden 1834 bis 1967. Wiesbaden: Hessisches Statistisches Landesamt, 1968. Weitere Quellen: LAGIS; Zensus 2011 |                                             |                                             |                                             |                                             |

### Einwohnerstruktur 2011
Nach den Erhebungen des Zensus 2011 lebten am Stichtag dem 9. Mai 2011 in Eberbach 78 Einwohner. Darunter waren 3 (3,8 %) Ausländer.
Nach dem Lebensalter waren 15 Einwohner unter 18 Jahren, 27 zwischen 18 und 49, 15 zwischen 50 und 64 und 18 Einwohner waren älter.
Die Einwohner lebten in 21 Haushalten. Davon waren 3 Singlehaushalte, 6 Paare ohne Kinder und 9 Paare mit Kindern, sowie keine Alleinerziehende und keine Wohngemeinschaften. In 3 Haushalten lebten ausschließlich Senioren und in 9 Haushaltungen lebten keine Senioren.